# Dietmar Kühbauer
Dietmar Kühbauer (ur. 4 kwietnia 1971 w Heiligenkreuz im Lafnitztal) – austriacki piłkarz występujący na pozycji pomocnika oraz trener.

## Życiorys
Z Rapidem Wiedeń wygrał ligę austriacką, puchar kraju i zagrał w 1996 roku w finale Pucharu UEFA.
Kühbauer stał się bohaterem polsko-austriackiej afery sportowej rozdmuchanej przez austriackich i polskich dziennikarzy. Na kilka dni przed meczem obu narodowych reprezentacji, po ligowym meczu SV Mattersburg – Sturm Graz, Kühbauer miał odmówić udzielenia wspólnego wywiadu z Adamem Ledwoniem, mówiąc iż „śmierdzi on Polską”. Wypowiedź ta wywołała burzę w polskich mediach. Eurodeputowany Wojciech Wierzejski z Ligi Polskich Rodzin wniósł zawiadomienie o podejrzeniu popełnienia przestępstwa „znieważenia Polski i Polaków” do katowickiej prokuratury.
Tuż po zakończeniu kariery piłkarskiej w 2008 roku zdecydował się podpisać kontrakt z zespołem Admira Wacker Mödling i został skautem. Po dwóch latach objął funkcję trenera pierwszej drużyny i doprowadził do awansu zespołu do pierwszej ligi. Od września 2013 roku do 2015 był trenerem zespołu Wolfsberger AC.